# Опік (фільм, 1983)
«Опік» («Ожог») — радянський художній фільм 1983 року, знятий режисером Вахтангом Мікеладзе на кіностудії «Ленфільм».

## Сюжет
Молодий кореспондент Олег має намір написати книгу про пожежників. Для цього він приїжджає до пожежної частини, якою керує майор Віктор Громов. Щоб більше дізнатися про людей цієї мужньої та шляхетної професії, Олег виїжджає з командою на гасіння пожеж, а також знайомиться з сім'ями офіцерів-пожежних.

## У ролях
- Олег Єфремов — Олег, кореспондент
- Георгій Мартіросян — Віктор Громов, майор, начальник пожежної частини
- Андрій Градов — Андрій Васильєв, капітан
- Давид Гіоргобіані — Георгій Ломідзе, капітан
- Івар Калниньш — Костянтин Фролов, капітан
- Валерій Долженков — Михайло Грачов, капітан
- Валерій Лисенков — Петро Коваленко, капітан
- В'ячеслав Шликов — Євген Терентьєв, капітан
- Чатуранга Бєлаонов — Чатур Баєв, капітан
- Віктор Євграфов — Володимир Мельников
- Петро Жилін — Микола Бабич
- Майя Булгакова — мати Андрія
- Олександр Суснін — батько Андрія
- Марина Голуб — Ірина, дружина Громова
- Наталія Флоренська — Олена Рудіна, диспетчер пожежної частини
- Ірина Дітц — Ольга, дружина Баєва
- Ірина Юревич — Таня
- Ольга Шликова — Аня
- Жанна Лахман — Наталка

## Знімальна група
- Режисер — Вахтанг Мікеладзе
- Сценаристи — Вахтанг Мікеладзе, Анатолій Левітов, Олександр Сігуа
- Оператори — Олексій Аташян, Олександр Чечулін
- Композитор — Роберт Амірханян
- Художники — Владлен Іванов, Давид Лурсманашвілі